# Formule Maruti
Formule Maruti is een Indiaas racekampioenschap. Het is een opstapklasse naar de Aziatische GP2. Veel bekende Indiase coureurs zijn met deze klasse begonnen, zoals Narain Karthikeyan en GP2-coureur Karun Chandhok. De klasse is opgericht door S. Karivardhan in 1988. Jonge coureurs uit India kunnen na een paar jaar kartervaring beginnen in de Formule Maruti.

## Auto
Om de auto goedkoop te houden is het chassis gemaakt van staal. De motor en versnellingsbak komen uit een Suzuki Alto; het is een 800cc motor. Dit is niet veranderd sinds de oprichting van de klasse.

## Winnaars
- 2004 - Gaurav Gill
- 2005 - Amittrajit Ghosh
- 2006 - Ajay Kini
- 2007 - Narain Shankar